# Стадій (кратер)
Стадій (лат. Stadius) — кратер на Місяці, в Затоці Спеки. Діаметр — 68 км, координати центру — 10°29′ пн. ш. 13°46′ зх. д. / 10.48° пн. ш. 13.77° зх. д. Це один із найвідоміших кратерів-привидів та незвичайних об'єктів Місяця взагалі: колись його майже цілком затопила лава, лишивши видимою лише верхівку валу.
Стадій розташований поряд із двома молодшими й добре збереженими кратерами подібного розміру: за 80 км на північний схід лежить кратер Ератосфен, а за 110 км на південний захід — Коперник.

## Назва
Кратер Стадій названо на честь фламандського астронома XVI століття Йоганна Стадія. Ця назва з'явилася на місячній карті ще 1651 року завдяки Джованні Річчолі. Однак у нього вона стосувалася не цього малопомітного кратера, а сусідньої темної ділянки, зараз безіменної. Згодом це ім'я перейшло на даний кратер і 1935 року було затверджене Міжнародним астрономічним союзом.

## Опис
Стадій — це кратер-привид: він ледве видимий, бо майже цілком затоплений лавою. Над її поверхнею височіє лише верхівка його валу, причому не по всій довжині (зокрема, велика прогалина є на півночі). На північному сході вал Стадія переходить в узвишшя, що тягнеться до кратера Ератосфен. Там цей вал сягає висоти 600 м над рівнем лави, а в інших місцях його висота менша за 300 м. Тому кратер добре видно лише при косому освітленні, коли поблизу нього проходить термінатор. Це відбувається на 8 день після нового та повного Місяця.
Найімовірніше, Стадій утворився в ранньоімбрійській (можливо, в пізньоімбрійській) епосі. До залиття лавою він мав глибину 3–4 км, як і інші кратери його діаметра — зокрема, сусідній кратер Ератосфен.
Стадій всіяний численними дрібними вторинними кратерами недалекого кратера Коперник. Колись у спостерігачів Місяця були популярними їх підрахунок та замальовування. Подібних кратерів багато і навколо Стадія; немало з них отримали його ім'я з доданням латинської літери (сателітні, або супутникові кратери). Деякі вторинні кратери Коперника утворюють поблизу Стадія ланцюжки, що раніше називалися борознами Стадія (лат. Rimae Stadius; потім цю назву було скасовано). Особливо примітний з цих ланцюжків починається біля західного краю Стадія і тягнеться, вигинаючись на кшталт знаку ʃ, на північ — у Море Дощів. Його довжина перевищує 250 км.
Від південно-східного краю Стадія відходить L-подібна борозна з довжиною пліч 15 та 10 км і шириною 1–1,5 км.

## Супутникові кратери
Ці кратери, розташовані в околицях Стадія та всередині нього, носять його ім'я з доданням великої латинської літери.
| Стадій | Координати                                                | Діаметр, км |
| ------ | --------------------------------------------------------- | ----------- |
| A      | 10°26′ пн. ш. 14°50′ зх. д. / 10.44° пн. ш. 14.84° зх. д. | 4           |
| B      | 11°50′ пн. ш. 13°37′ зх. д. / 11.84° пн. ш. 13.62° зх. д. | 6           |
| C      | 9°44′ пн. ш. 12°54′ зх. д. / 9.74° пн. ш. 12.90° зх. д.   | 3           |
| D      | 10°17′ пн. ш. 15°21′ зх. д. / 10.29° пн. ш. 15.35° зх. д. | 4           |
| E      | 12°37′ пн. ш. 15°38′ зх. д. / 12.61° пн. ш. 15.63° зх. д. | 4           |
| F      | 13°01′ пн. ш. 15°40′ зх. д. / 13.02° пн. ш. 15.67° зх. д. | 4           |
| G      | 11°14′ пн. ш. 14°46′ зх. д. / 11.24° пн. ш. 14.77° зх. д. | 4           |
| H      | 11°37′ пн. ш. 13°59′ зх. д. / 11.62° пн. ш. 13.98° зх. д. | 3           |
| J      | 13°49′ пн. ш. 16°06′ зх. д. / 13.82° пн. ш. 16.10° зх. д. | 5           |
| K      | 9°40′ пн. ш. 13°40′ зх. д. / 9.67° пн. ш. 13.66° зх. д.   | 4           |
| L      | 10°07′ пн. ш. 12°58′ зх. д. / 10.12° пн. ш. 12.96° зх. д. | 3           |
| M      | 14°44′ пн. ш. 16°34′ зх. д. / 14.73° пн. ш. 16.57° зх. д. | 6           |
| N      | 9°24′ пн. ш. 15°39′ зх. д. / 9.40° пн. ш. 15.65° зх. д.   | 4           |
| P      | 11°45′ пн. ш. 15°14′ зх. д. / 11.75° пн. ш. 15.23° зх. д. | 6           |
| Q      | 11°29′ пн. ш. 14°49′ зх. д. / 11.48° пн. ш. 14.81° зх. д. | 3           |
| R      | 12°15′ пн. ш. 15°16′ зх. д. / 12.25° пн. ш. 15.26° зх. д. | 5           |
| S      | 12°54′ пн. ш. 15°35′ зх. д. / 12.90° пн. ш. 15.58° зх. д. | 4           |
| T      | 13°11′ пн. ш. 15°45′ зх. д. / 13.18° пн. ш. 15.75° зх. д. | 6           |
| U      | 13°58′ пн. ш. 16°27′ зх. д. / 13.97° пн. ш. 16.45° зх. д. | 5           |
| W      | 14°07′ пн. ш. 16°29′ зх. д. / 14.12° пн. ш. 16.48° зх. д. | 4           |